# 780
780 (DCCLXXX) var ett skottår som började en lördag i den julianska kalendern.

## Händelser

### Okänt datum
- Osnabrück grundas.
- Konstantin VI blir kejsare av Bysans.
- Tang Dezong blir kinesisk kejsare.
- Kungen av Silla dödas i ett uppror.

## Födda
- Muhammad ibn Musa al-Khwarizmi, persisk matematiker.
- Bertha, prinsessa av Frankerriket

## Avlidna
- Leo IV, bysantinsk kejsare.